# Dujakovci
Dujakovci (en serbe cyrillique : Дујаковци) est un village de Bosnie-Herzégovine. Il est situé sur le territoire de la ville de Banja Luka et dans la république serbe de Bosnie. Selon les premiers résultats du recensement bosnien de 2013, il compte 127 habitants.

## Démographie

### Évolution historique de la population dans la localité
| 1948 | 1953 | 1961  | 1971 | 1981 | 1991 | 2013 |
| ---- | ---- | ----- | ---- | ---- | ---- | ---- |
| -    | -    | 1 058 | 745  | 467  | 330  | 127  |

|  |